# توماس إتش كولينز
توماس إتش كولينز (بالإنجليزية: Thomas H. Collins)‏ هو ضابط أمريكي، ولد في 25 يونيو 1946 في Stoughton, Massachusetts ‏ في الولايات المتحدة.

## وصلات خارجية
- توماس إتش كولينز على موقع إن إن دي بي (الإنجليزية)